# Décès en novembre 2002
Décès
- 1998
- 1999
- 2000
- 2001
- 2002
- 2003
- 2004
- 2005
- 2006

Pour une information complémentaire, voir la page d'aide.

| Date         | Nom                      | Activités                                                                                               | Âge | Source |
| ------------ | ------------------------ | --- | --- | ------ |
| 1er novembre | Pierre Fédida            | psychanalyste français                                                                                  | 68  |        |
| 1er novembre | Lester Morgan            | footballeur international costaricien.                                                                  | 26  | (es)   |
| 2 novembre   | Robert Thon              | peintre français.                                                                                       | 73  |        |
| 3 novembre   | Lonnie Donegan           | chanteur, banjoïste et guitariste de skiffle écossais                                                   | 71  |        |
| 3 novembre   | Jonathan Harris          | acteur américain                                                                                        | 87  |        |
| 4 novembre   | Juan Araujo              | footballeur espagnol                                                                                    | 81  |        |
| 6 novembre   | Michael Dugan            | acteur américain                                                                                        | 90  |        |
| 7 novembre   | Rudolf Augstein          | fondateur et propriétaire de l'hebdomadaire allemand Der Spiegel                                        | 79  |        |
| 8 novembre   | Zoé Oldenbourg           | romancière russe                                                                                        | 86  |        |
| 9 novembre   | Paul Jurilli             | Joueur et entraîneur de football français.                                                              | 74  |        |
| 9 novembre   | Henri Plisson            | Peintre, céramiste et enseignant français.                                                              | 94  |        |
| 11 novembre  | Gust Gils                | Poète belge.                                                                                            | 78  | (nl)   |
| 11 novembre  | Pietro Giudici           | coureur cycliste italien                                                                                | 80  |        |
| 11 novembre  | Raphaël Onana            | militaire d'origine camerounaise, magistrat naturalisé français et ex-président de l'association UFACEF | 83  |        |
| 11 novembre  | Esther Somerfeld-Ziskind | Neurologue et psychiatre américaine.                                                                    | 101 | (en)   |
| 12 novembre  | Roger Chupin             | coureur cycliste français                                                                               | 81  |        |
| 12 novembre  | Raoul Diagne             | Footballeur international français devenu entraîneur et sélectionneur du Sénégal.                       | 91  |        |
| 12 novembre  | Tim Hector               | homme politique antiguais                                                                               | 59  | (en)   |
| 13 novembre  | Roland Hanna             | pianiste de jazz américain                                                                              | 70  |        |
| 13 novembre  | Juan Alberto Schiaffino  | Footballeur international uruguayen et italien devenu entraîneur et sélectionneur de l'Uruguay.         | 77  | (es)   |
| 14 novembre  | Eddie Bracken            | acteur américain                                                                                        | 87  |        |
| 14 novembre  | Charles Dupuis           | belge, un des pionniers de la bande dessinée, éditeur du journal Spirou                                 | 84  |        |
| 15 novembre  | Jacques Grimaldi         | homme politique français                                                                                | 96  |        |
| 17 novembre  | Abba Eban                | diplomate israélien, ancien ministre travailliste des Affaires étrangères (1966-1974)                   | 87  |        |
| 18 novembre  | James Coburn             | acteur américain                                                                                        | 74  |        |
| 19 novembre  | Vito Ciancimino          | homme politique italien                                                                                 | 78  | (en)   |
| 21 novembre  | Sadou Daoudou            | homme politique camerounais                                                                             | 76  |        |
| 22 novembre  | Parley Baer              | acteur américain                                                                                        | 88  |        |
| 23 novembre  | Maritie Carpentier       | productrice française d'émissions de variétés                                                           | 80  |        |
| 23 novembre  | Roberto Matta            | peintre chilien considéré comme le dernier des surréalistes                                             | 91  |        |
| 24 novembre  | John Rawls               | philosophe américain                                                                                    | 81  |        |
| 25 novembre  | Karel Reisz              | réalisateur britannique                                                                                 | 76  |        |
| 25 novembre  | Victor Vic-Daumas        | peintre et médailleur français                                                                          | 93  |        |
| 26 novembre  | Neşet Günal              | peintre turc                                                                                            | 79  | (tr)   |
| 27 novembre  | Larry Duran              | acteur et cascadeur américain                                                                           | 77  |        |
| 29 novembre  | Daniel Gélin             | acteur français                                                                                         | 81  |        |
| 29 novembre  | John Justin              | acteur britannique                                                                                      | 85  | (en)   |